# Gare de Mobara
La gare de Mobara (茂原駅, Mobara-eki) est une gare ferroviaire de la ville de Mobara, dans la préfecture de Chiba au Japon. Elle est exploitée par la compagnie JR East.

## Situation ferroviaire
La gare est située au point kilométrique (PK) 34,3 de la ligne Sotobō.

## Histoire
La gare de Mobara a ouvert le 17 avril 1897 par le chemin de fer de Bōsō sous le nom de gare de Mohara. La gare passe sous le contrôle de la société gouvernementale des chemins de fer japonais en 1907. Elle est renommée sous son nom actuel le 15 juillet 1935. 

## Service des voyageurs

### Accueil
La gare dispose d'un bâtiment voyageurs, avec guichets, ouvert tous les jours.

### Desserte
- Ligne Sotobō :
  - voies 1 et 2 : direction Ōami, Chiba et Tokyo
  - voies 3 et 4 : direction Ōhara, Katsuura et Awa-Kamogawa